# Gáll Ernő
Gáll Ernő (Nagyvárad, 1917. április 4. – Kolozsvár, 2000. május 17.) szerkesztő, szociológus, filozófiai író.

## Életpályája
Középiskoláit Nagyváradon végezte, egyetemi tanulmányait a kolozsvári egyetem jogi karán kezdte, majd a filozófia szakon folytatta és végezte el (1941). Itt kapcsolódott be a Kommunisták Romániai Pártja vezette antifasiszta diákmozgalomba. Első írásait 1935–36-ban a Nagyváradi Napló közölte, 1938-tól a Korunkban jelentek meg szociológiai és politológiai cikkei. 1942 őszétől munkaszolgálatos, 1944 novemberében deportálták. A buchenwaldi internálótáborban szabadult fel 1945. április 11-én. Hazatérése után a kolozsvári Igazság főszerkesztője, 1949 februárja óta a filozófia professzora a Bolyai Tudományegyetemen, majd 1959-től a Babeș–Bolyai Egyetemen. Közben az Utunk felelős szerkesztője (1949–52), a Bolyai Tudományegyetem prorektora (1952–56); az 1957-es újraindulása után 1984-ig a Korunk főszerkesztője.
Írásai az Igazság, Korunk, Utunk, Steaua, Tribuna, Igaz Szó, A Hét, Előre, Contemporanul, Era Socialistă, România literară, Scînteia, Viitorul Social című lapokban jelentek meg. A Steaua és a Viitorul Social szerkesztőbizottságának tagja, a Társadalom- és Politikai Tudományok Akadémiájának rendes tagja, az RSZK Akadémiájának levelező tagja. 1975-ben a Romániai Írószövetség díjával tüntették ki.
Szélesebb értelemben vett érdeklődési köre a szociológia és az etika, ezen belül elsősorban az értelmiségszociológia és a nemzeti–nemzetiségi kérdés szakembereként ismert. A művelődés formálásában egyrészt szerkesztői gyakorlatával, másrészt elméleti munkásságával (tanulmányaival, publicisztikai írásaival, az egyetemen filozófia szakos hallgatók formálásával, doktoranduszok tudományos irányításával) vett részt.
Mint szerkesztő nem tartozott a főnökök autoritárius fajtájához. A lapcsinálást közösségi munkának tekintette, melynek sikerét jelentős mértékben a jó csapatszellem biztosítja. Nem rajta múlt, ha e rokonszenves munka- és vezetői stílust nem mindig tudta következetesen érvényesíteni. Elméleti munkásságának, publicisztikájának egyik legfőbb erénye problémaérzékenysége, a szellemi mozgástér tágítására alkalmas témák és problémák viszonylag korai felismerése és kezdeményező felvetése. Így találjuk a szektás-dogmatikus szellem visszaszorítása és leküzdése terén a kezdeményezők között a Korunk-rehabilitáció (1955–56), a konkrét, empirikus szociológia polgárjogának kiküzdése (1957–58-tól) ügyében, a kisebbségi útkeresés nem marxista képviselőinek (Makkai Sándor, Tavaszy Sándor, Balázs Ferenc, László Dezső és mások), valamint műhelyeinek (Erdélyi Fiatalok, Hitel) az értékek megtartása és aktivizálása jegyében kritikus számon tartása szorgalmazásában. Irányítása alatt az 1960-as évektől a Korunk-profil karakterjegyévé vált a dialógus, a szellemi nyitottság gondolata. Ez a törekvés még hangsúlyosabban jelentkezik az 1968/11-es lapszámmal induló „A dialógus jegyében” című rovattal. Állandó figyelemmel kísérte és a romániai körülményekhez alkalmazva közvetítette a dogma nyűgéből szabaduló marxi gondolat korszerűsödésének eredményeit, Lukács György és tanítványainak a marxizmus reneszánszára irányuló törekvéseit, Ernst Bloch remény-elvét, ill. a remény–cselekvés összefüggés Erich Fromm-féle gondolatának nekünk-valóságát.
A kultúraalkotó értelmiség mai társadalmi szerepét vizsgálva sürgette az osztálymeghatározottság azon leegyszerűsített képletének túlhaladását, miszerint az értelmiség csupán valamely osztály függvényeként funkcionáló réteg, s mint ilyen a mindenkori uralkodó osztály kiszolgálója volna. Ez a tényező csupán egyik összetevője egy sokkal bonyolultabb képletnek, melybe olyan, az osztályjelleg szerepét sajátosan módosító erkölcsi-axiológiai mozzanatok épülnek be, mint értékorientáció, hivatás- és felelősségtudat (a céhbeliség megkülönböztető jegyei), másrészt a nemzeti (nemzetiségi) sajátos mint közösségi tényező. Az elkötelezettség mint az értelmiségi társadalmi szerepének tudatosult formája tehát nem egyetlen tényező (osztálydetermináltság) reflexiójaként, hanem ennek az összetett, dinamikus struktúrának a visszahatásaként keletkezik, kiegészülve a kiváltképpen értelmiségi vonásnak számító kritikával, mely elsősorban az értékkritérium mércéjeként fontos. Elemzéseinek világánál áldilemmának bizonyul a nemzetiségi értelmiség egy részét megosztó népi–urbánus ellentét; végső soron itt a sajátosnak és az egyetemesnek – az egész egymást feltételező és egymást átható két oldalának – egymástól elszakított végletes abszolutizálása vezet művi szembeállításhoz, ami olyan abszurdumot tételez, mintha egyrészt a népi–nemzeti–nemzetiségi sajátoshoz való elkötelezettség, másrészt a humánum egyetemességéhez való elkötelezettség egymást zárná ki.
Etikai vizsgálódásait az értelmiségi felelősségtudat hitelesíti: Hirosima és a holokausztok árnyékában, posztindusztriális és precivilizatorikus társadalmakat elválasztó szakadékok szélén, az ökológiai és egyéb mai veszélyek fenyegetésével szemben a korunkban planetáris méretűvé vált emberi felelősséget hirdeti. Ám nincs éthosz konkrét közösséghez való tartozás nélkül. Az egyetemes emberi mindig egyedi emberek alkotta, sajátosságukban különböző közösségekben (korunkban nemzetek, nemzetiségek, etnikumok közösségében) realizálódhat. Az egyetemes emberi nem az egymástól különböző sajátosságok feladása, a sokszínűségnek valaminő homogén szürkébe való összemosása, hanem minden sajátosságnak (személynek vagy közösségnek) olyan önmaga identitását kifejező megvalósulása, amely semmilyen más sajátosnak hasonló törekvését nem fenyegeti és nem korlátozza, illetve képes az egyetemeshez való igazodás jegyében önkorrekcióra, önmaga olyan meghaladására, melynek során levetkezi más sajátosságok sértő vagy veszélyeztető vonásait, anélkül hogy feladná a maga sajátos értékeit, hiszen éppen ezekkel gazdagítja az egyetemest. Ezt az elvet érvényesítette saját személyes odisszeájának önkritikai vizsgálata során is (Töprengések az Ettersbergről, közli Az erkölcs dilemmái. 1981).
Ilyen összefüggésben sürgette a romániai magyar önismeret erkölcsi dimenziójának, nemzetiségi erkölcsi tudatának kiépítését, és mozgósította hozzá a két világháború közötti hagyományokat, mert noha a nemzetiség létét elsődlegesen mennyiségi feltétele, úgymint demográfiai folytonossága biztosítja, ezen túl minőségi többletet jelent az egyén s a közösséget alkotó egyének sokaságának hűsége a nemzetiségi létforma értékeihez, így választása, felelőssége, elkötelezettsége az anyanyelv, a nemzetiségi művelődés dolgában. Az egyneműsítő kizárólagosságok fenyegetésével szemben a sajátosban rejlő értékeket hangsúlyozva fogalmazza meg Gáll Ernő a sajátosság méltósága Zrínyi Miklós-i ihletésű gondolatát. E méltóságtudatban – mind csoport-, mind egyéni vonatkozásban – értékként való elismerésünk igénye fejeződik ki, de egyben az önmagunkkal szembeni igényesség is, mely az emelt fő jegyében késztet önmagunk szüntelen meghaladására: „A kiegyenesített gerinc, az emelt fő tartását letűnt századok nagy szabadságküzdelmeinek hagyatékából vesszük át. Szerves része ez annak az örökségnek, amely az emberi emancipáció jegyeit viseli magán. Akik számára elfogadhatatlan az alázat, a megalázkodás, legyenek azok erős személyiségek vagy létükért, függetlenségükért harcoló etnikumok, azok mindenekelőtt azonosságukhoz ragaszkodnak.”
A kérdéskör jelentékeny irodalmát tárgya sokrétű, bonyolult, gazdag valóságával szembesítve, egy helyt megállapítja, hogy mindmáig „valójában nem beszélhetünk a nemzeti-nemzetiségi kérdés rendszerezett, szervesen összefüggő elméletéről”. Munkásságának áttekintése igazolja, hogy pályája kezdete óta ez a kérdés foglalkoztatta a legkitartóbban. Ennek során a romániai magyar elméleti irodalomban a nemzeti-nemzetiségi kérdés tudományos igényű, európai kitekintésű egyik kezdeményezőjének, szorgalmazójának, felkarolójának és eredményes művelőjének bizonyult.

## Művei
- A romániai polgári szociológia (kritikai tanulmányok, 1958; két kiadásban román nyelven is)
- Intelectualitatea în viața socială (1965)
- Idealul prometeic (1970; ugyanez magyarul A humanizmus viszontagságai, 1972)
- Sociological thought in Romania (Miron Constantinescu és Ovidiu Bădina társszerzőkkel közösen, 1974)
- Tegnapi és mai önismeret (1975)
- Nemzetiség, erkölcs, értelmiség (Bp. 1978)
- Dimensiunile conviețuirii (tanulmányok a nemzetről és nemzetiségről Petre Pânzaru előszavával, 1978)
- Pandora visszatérése. A reményről és a méltóságról (1979)
- Az erkölcs dilemmái (Kv. 1981)
- A sajátosság méltósága. Esszégyűjtemény; Magvető, Bp., 1983
- Az ezredforduló kihívása; Kriterion, Bukarest, 1986
- Kelet-európai írástudók és a nemzeti-nemzetiségi törekvések; Kossuth, Bp., 1987
- A nacionalizmus színeváltozásai; Literator, Nagyvárad, 1994
- Számvetés. Huszonhét év a Korunk szerkesztőségében; Komp-Press–Korunk Baráti Társaság, Kolozsvár, 1995
- Napló 1-2.; sajtó alá rend. Gáll Éva, Dávid Gyula, előszó Gálfalvi Zsolt; Polis, Kolozsvár, 2003
- A felelősség új határai; Napvilág, Bp., 1999
- Levelek, 1949-2000; sajtó alá rend. Gáll Éva, Dávid Gyula, vál. Horváth Andor, bev. Salat Levente; Napvilág–Komp-Press, Bp.–Kolozsvár, 2009 + CD-ROM

Gondozásában és előszó-tanulmányával jelent meg Antonio Gramsci: A gyakorlat filozófiája (Téka 1978); Constantin Dobrogeanu-Gherea: A kritikáról (Téka 1978); Vasile Goldiș: Válogatott írások (1978); Mikó Imre: Változatok egy témára (1981).